# Neocrex erythrops
La polluela piquirroja, gallaretita de pico rojo, tingla enana o burrito de pico rojo (Neocrex erythrops) es una especie de ave gruiforme de la familia Rallidae, ampliamente distribuida en Sudamérica, en Colombia, Ecuador, Perú, Bolivia, Argentina, Brasil, Guayanas, Trinidad y Tobago y Venezuela y además se ha encontrado en Centroamérica y Estados Unidos.

## Hábitat
Viven en sabanas anegadas, pantanos con gramíneas, cultivos de arroz y desagües. Se cree que es una especie migratoria.

## Descripción

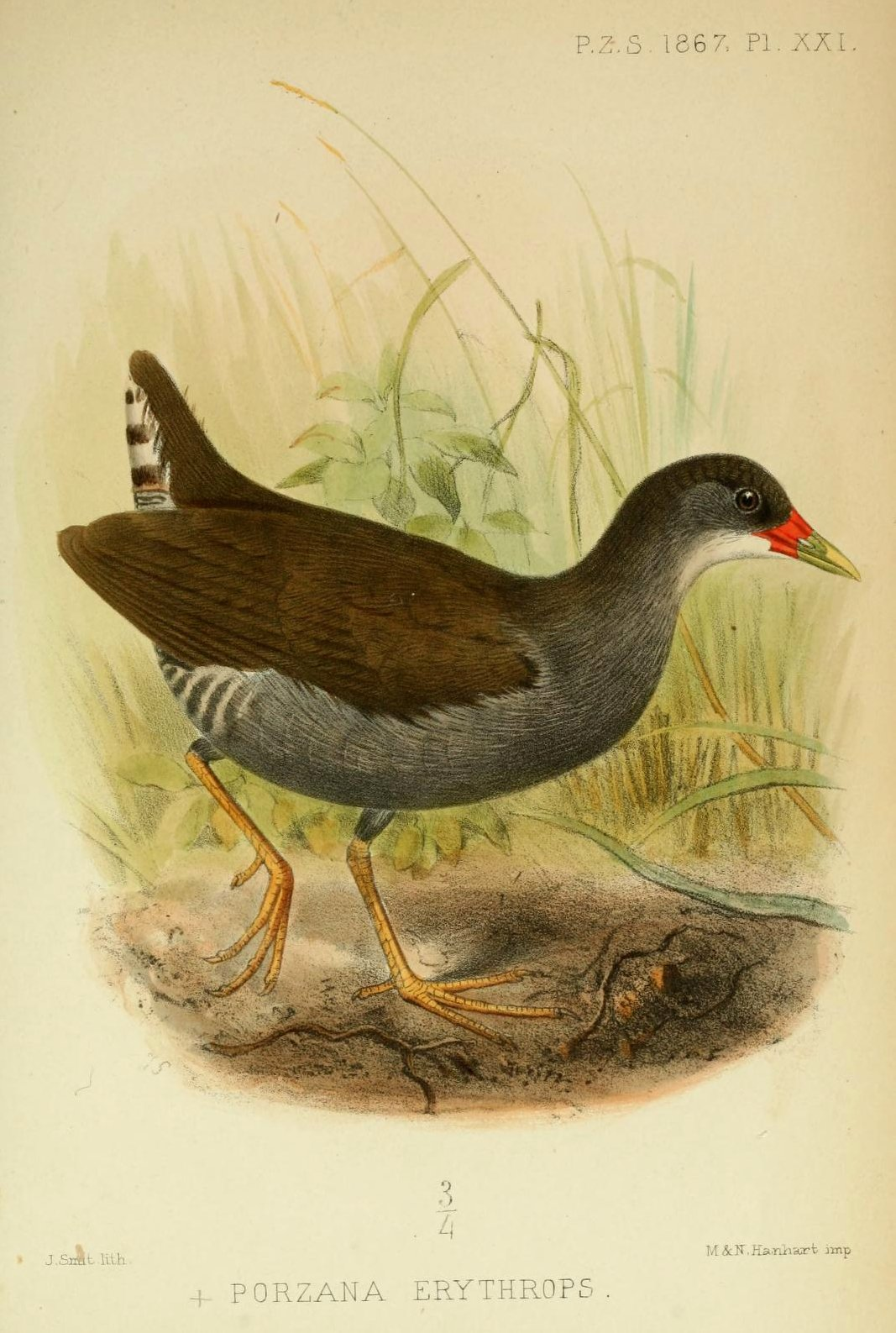

Mide entre 18 y 20 cm de longitud. Pico verde amarillento con punta negra y base roja. Cabeza, pecho, vientre y parte lateral del cuello, grises; dorso y cara superior de las alas y la cola, de color marrón, oliváceo o apizarrado; garganta blanca; parte baja del vientre y la región infracaudal con anchas barras negras y blancas. Patas rojizas.  El iris es rojo.

## Reproducción
Construye el nido en forma de cesto, con tallos de gramíneas, en montículos de vegetación. La hembra pone hasta 7 huevos de color crema, con manchas castaño rojizas.